# 민꼬리잎코박쥐속
민꼬리잎코박쥐속(Coelops)은 잎코박쥐과에 속하는 박쥐 속의 하나이다. 3종으로 이루어져 있다.

## 특징
몸길이 28~50mm, 전완장 33~47mm의 작은 박쥐다. 몸무게는 최대 9g이다. 털이 길고 부드럽다. 등 쪽은 갈색부터 거무스레한 색까지 다양하지만 배 쪽은 갈색빛 또는 회색빛을 띤다. 귀는 짧고 둥글다.

## 분포
인도 아대륙과 중국, 인도차이나, 인도네시아, 필리핀에 널리 분포한다.

## 하위 종
- 민꼬리잎코박쥐 또는 동아시아민꼬리잎코박쥐 (C. frithii)
- 필리핀민꼬리잎코박쥐 (C. hirsutus) - 말라얀민꼬리잎코박쥐의 아종(C. r. hirsutus)으로 간주하기도 함[1]
- 말라얀민꼬리잎코박쥐 (C. robinsoni)